# Gartenstraße 5a

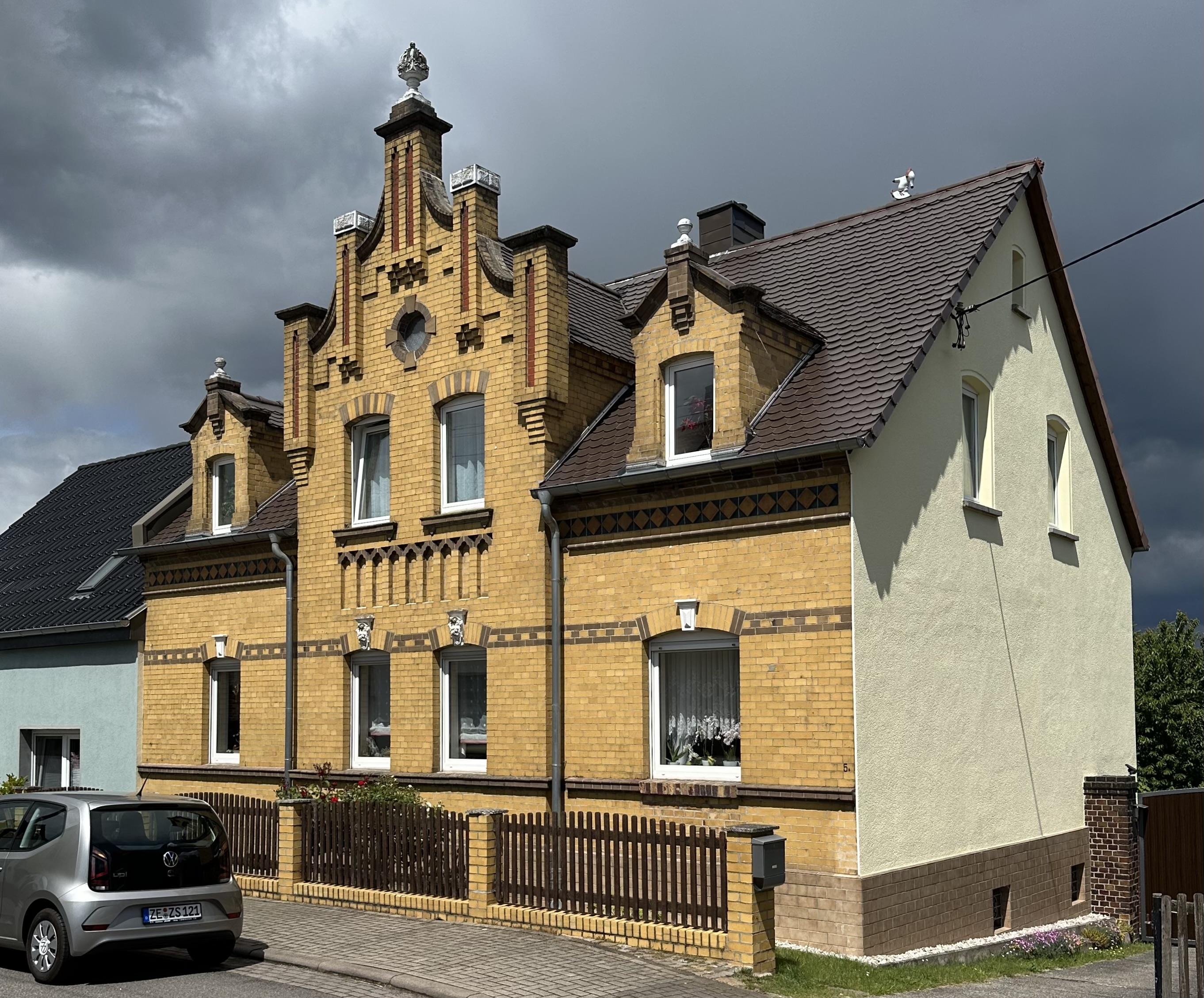
Gartenstraße 5a im Jahr 2025

Gartenstraße 5a ist ein denkmalgeschütztes Wohnhaus im zur Stadt Bitterfeld-Wolfen gehörenden Ortsteil Holzweißig in Sachsen-Anhalt.

## Lage
Das Wohnhaus befindet sich im östlichen Teil von Holzweißig auf der Nordseite der Gartenstraße.

## Architektur und Geschichte
Der prächtig gestaltete eingeschossige Ziegelbau wurde 1927/1928 erbaut und diente ursprünglich als Wohnhaus des Besitzers einer Gärtnerei. Bemerkenswert ist ein dominantes Zwerchhaus mit geschweiftem Giebel und Querdach. Der Giebel ist mit Aufsätzen in Form von Vasen versehen. Auf dem Satteldach befinden sich zwei Dachhäuschen, die ebenfalls bekrönt sind. Die Ziegelfassade ist durch eine zurückhaltende Ziegelornamentik geprägt, die mit versetzten Ziegelsteinen arbeitet. Oberhalb der Fenster befinden sich Schlusssteine in Form Greppiner Terrakotta.
Im Denkmalverzeichnis des Landes Sachsen-Anhalt ist das Wohnhaus unter der Erfassungsnummer 094 96556 als Baudenkmal verzeichnet.